# Spilosmylus punctatus
Spilosmylus punctatus är en insektsart som beskrevs av Navás 1912. Spilosmylus punctatus ingår i släktet Spilosmylus och familjen vattenrovsländor. Inga underarter finns listade i Catalogue of Life.